# 세르게이 코스미닌
세르게이 미하일로비치 코스미닌(러시아어: Серге́й Миха́йлович Космы́нин, 1964년 5월 26일~)은 러시아의 유도 선수, 지도자이다. 1992년 하계 올림픽 남자 하프라이트급에 독립국가연합 대표팀 선수로 참가했다. 또한 세계 선수권 대회에서 동메달 3개를 획득했으며 유럽 선수권 대회에서 금메달 2개, 은메달 1개, 동메달 2개를 획득했다.